# Huave (volk)
De Huave of Wabi (Huave: ikoots/ikojts/kunajts) zijn een indiaans volk woonachtig in de staat Oaxaca in Mexico. Er leven 20.528 Huave in Mexico.
De Huave leven op de kustvlakte van de Grote Oceaan in het zuiden van de landengte van Tehuantepec. Het woord 'Huave' komt niet uit de Huave-taal en de oorsprong is onbekend, maar sommige historici geloofden dat de naam uit de taal van de naburige Zapoteken stamt en brachten het in verband met het werkwoord 'wegrotten (door vochtigheid)'. De taal van de Huave is een isolaat, en heeft geen bekende verwanten. De zeventiende-eeuwse kroniekschrijver Francisco de Burgoa was van mening dat de Huaves vanuit Nicaragua waren geïmmigreerd, maar dit is niet bewezen. De Huave zijn een van de weinige indiaanse volkeren in Mexico die nauwelijks maïs verbouwen, daar het klimaat en de grond er niet geschikt voor zijn. Wel verbouwen zij meloenen, watermeloenen, sesam en kalebassen. Ook de visvangst is een belangrijke inkomstenbron.